# Шоссе 46 (Израиль)
Шоссе 46 (ивр. כביש 46‎ , англ. Highway 46) — одно из самых коротких израильских шоссе, длиной 4 км.
Это шоссе было построено для объезда участка шоссе 40 за пределами предприятий авиационной промышленности рядом с аэропортом Бен-Гурион, где участок шоссе 40 имеет большие перегрузки движения утром и днем, когда тысячи сотрудников IAI прибывают или уезжают со своих рабочих мест.

## Перекрёсткииразвязки
| Километр | Название                              | Тип | Расположение        | Пересечение дорог      |
| -------- | ------------------------------------- | --- | ------------------- | ---------------------- |
| 0        | ивр. צומת אל על‎ (Перекрёсток Эль-Аль) |     | Аэропорт Бен-Гурион | / Шоссе 40 / Шоссе 453 |
| 4        | ивр. צומת ברקת‎ (Перекрёсток Бакерет)  |     | Тират-Иегуда        | Шоссе 4613             |